# Polyplectron inopinatum
El espolonero montañés o espolonero de Rothschild (Polyplectron inopinatum) es una especie de ave galliforme de la familia Phasianidae endémica de las selvas montanas de la península malaya. No se conocen subespecies.